# 八尾 (八尾市)
八尾（やお）は、大阪府八尾市内の一地域。
現在の本町地区を中心としたかつての「八尾寺内町」とその周辺の村落、荘園「八尾庄」があった地域の総称であり、のち、中河内郡八尾村→八尾町だった地域のこと。

## 歴史・沿革

### 近代以前
（日本 > 畿内 > 河内国 > 若江郡 > （八尾））
河内国若江郡の南に位置し、寺内村（のち八尾町）のほかに「長八尾八か村」と呼ばれた 西郷村、東郷村、木戸村、庄之内村、成法寺村、今井村、別宮村、八尾座村の各村があった地域が狭義の八尾とよばれる。江戸時代初期までは八か村はひとつの村であったが、1628年（寛永5年）に8つに分村された。
八尾は、古くは「矢尾」「矢生」「箭尾」とも書かれた。また8つの尾羽を持ったウグイスがいたことから「八尾」と呼ばれるようになったとも伝えられている。
この地域は物部氏の一族である「粟栖連」や「矢作部」（矢作連）の本拠地であり、一族の租神を祀る粟栖神社（現在の八尾神社）や矢作神社が建てられ、延喜式神名帳にも記載されている。奈良時代の頃に行基によって常光寺（八尾地蔵）が創建されたと伝わっている。
平安時代には有力寺社の荘園となり、「八尾庄」と総称される。現在でも「荘内」などといった地名として名残をとどめている。また、矢作神社周辺はかつて「別宮」と呼ばれ、石清水八幡宮の別宮・荘園であった。
室町時代に入ると、古大和川（現在の長瀬川）左岸にある西証寺（のち顕証寺）を中心とした渋川郡久宝寺村がこの地域の中心となる。八尾はまだ寒村であった。
戦国時代になると、この地域に「八尾城」が築城され、たびたび戦乱に巻き込まれている。しかしその跡地がどこであったかは八尾神社近くにあった説と八尾座にあった説があるものの定まっていない。少し北の萱振村では恵光寺を中心として環濠集落が形成され、織田信長ら当時の権力者に対抗するも攻略されている。
大坂夏の陣では八尾の戦いの戦場になっている。
八尾地域の発展の転機となるのが、江戸時代初め頃の浄土真宗の宗派争いを発端とし、森本行誓ら久宝寺の一部住人が寺内町を支配していた安井氏と対立して、1606年（慶長11年）に慈願寺と共に長瀬川右岸へ移住したことである。まだ荒地の多かったこの地を開墾、新たに大信寺（八尾御坊）を建立し、周囲に寺内町を形成していった。その後、大坂の役では周辺地域が戦場となるものの、徳川方の保護により戦乱には巻き込まれなかった。1704年（宝永元年）に大和川の付け替えが行われ、周囲の新田で綿栽培が行われるようになった。その結果、八尾は綿花や河内木綿などの取引で潤い、八尾が久宝寺に代わって経済の中心となり、現在の八尾市発展の基礎となった。

### 近代以降
（日本 > （河内県→堺県→）大阪府 > （若江郡→）中河内郡 > （八尾村→）八尾町）
- 1868年（明治元年） 若江郡西郷村のうち、常光寺領内が八尾村となる。
- 1869年（明治2年）1月 河内県が設置され、若江郡寺内村の大信寺境内に河内県庁が置かれた。しかしすぐに堺県に統合されて廃止となり、跡地は堺県出張所、八尾郡役所として利用された。現在、河内県庁跡として史跡に指定されている。
- 1875年（明治8年） 若江郡八尾村を西郷村に編入。
- 1887年（明治20年） 若江郡寺内村を八尾町に改称。
- 1889年（明治22年）4月1日 町村制施行に伴い、若江郡八尾町、大信寺新田、西郷村、東郷村、木戸村、庄之内村、成法寺村、今井村、別宮村、八尾座村のほか、周囲にある佐堂村、穴太村、萱振村、小阪合村、八尾中野村、山本新田が合併し、若江郡八尾村（町村制）となる。大字八尾に村役場を設置。
- 1896年（明治29年）4月1日 郡の統廃合により、中河内郡八尾村となる。
- 1903年（明治36年）8月1日 町制施行。中河内郡八尾町となる。
- 1910年（明治43年） 大字大信寺新田、山本新田を大信寺、山本に改称。
- 1924年（大正15年）10月31日 大阪電気軌道が開通し、大字西郷（現在の本町七丁目）の北はずれに八尾停留所が開設された。
- 1948年（昭和23年）4月1日 八尾町・龍華町・久宝寺村・大正村・西郡村の2町3村が合併、市制を施行し八尾市となり、中河内郡を離脱。

## 地理
| 八尾市旧村境界概略地図 |
| --- |
| 萱振 佐堂 穴太 中野 山本 小阪合 八か村 交錯地 大信寺―→ 寺内町↑ 1 2 3 4 5 6 7 8 1:西郷 2:木戸 3:東郷 4:庄之内 5:成法寺 6:今井 7:別宮 8:八尾座                                        |
| 地図で示されている地域のうち、カラーで塗られている部分が旧中河内郡八尾町の地域。各々の地区名は市町村制施行以前の旧村名を示す。 注：表示環境により文字の位置がずれることがあります。 |

位置的には、八尾寺内町と八か村だった地域は、大まかには西は長瀬川の北東、近鉄大阪線より南、府道174号線（青山通り）より西に囲まれた地域にあたる。旧村落は市役所の周辺一帯（旧大字八尾、大信寺、西郷、木戸）、南本町交差点から安中診療所へ至る一方通行の市道（八尾街道）の沿道（旧大字東郷、庄之内、成法寺、今井、別宮、八尾座）に集中しており、古い家屋が多い。現住所表記では、上記の地域は大まかには 本町の大半、東本町、南本町の大半に該当する。
かつての八尾庄（寺内町・大信寺・八か村）の周囲にあたる地域で、これらの村域であるものの、地図上に境界線が引けないほど境界が複雑に入り組んだり飛び地が多い「八か村交錯地」であり、かつてはほとんど民家もなかったが現在はほとんどが住宅地に変貌している。現住所表記では、大まかには 本町の一部、南本町の一部、栄町、高町、光南町、清水町、陽光園の一部、明美町の一部、松山町、荘内町、青山町、若草町、高美町、山本町南の大半、南小阪合町の一部、北本町、光町、山城町、楠根町、緑ケ丘、旭ケ丘、桜ケ丘の各地区にあたる。
八尾庄であった地域の周囲には後の市町村制実施時に合併した村（新住所表記改名前の大字）であった地域があり、現住所表記では大まかには 萱振町、小畑町、長池町（萱振環濠集落・寺内町）、宮町（旧・穴太）、佐堂町、美園町、久宝園、末広町の一部（旧・佐堂）、西山本町、堤町（旧・八尾中野）、山本町、山本町北、山本町南の大半、山本高安町（旧・山本新田）、山本町南の一部、小阪合町、南小阪合町の一部（旧・小阪合）の各地域にあたる。

### 広域・交通
河川
- 楠根川
- 長瀬川
- 玉串川

鉄道
- 近鉄大阪線 近鉄八尾駅・河内山本駅

バス
- 近鉄バス 近鉄八尾・河内山本両駅を拠点に路線網がある。
  - 近鉄八尾 - 高砂住宅、山本駅前 - 花園駅前・高砂住宅が近鉄八尾駅北側から山本地区へ、近鉄八尾 - JR住道・萱島が近鉄八尾駅から北上し萱振地区を通る。近鉄八尾駅から南側もJR八尾駅方面への路線がある。

主要道路
- 大阪府道2号大阪中央環状線
- 大阪府道5号大阪港八尾線
- 大阪府道15号八尾茨木線
- 大阪府道21号八尾枚方線
- 大阪府道174号八尾道明寺線
- 大阪府道176号近鉄八尾停車場線
- 大阪府道174号八尾道明寺線
- 大阪府道178号八尾停車場線
- 大阪府道181号山本黒谷線
- 大阪府道182号柏村南本町線

## 各地域概要

### 本町
本町は寺内町を中心とした地域一帯で、八尾市役所はその東外れに位置する。
八尾御坊大信寺を中心とする環濠集落・寺内町であり、東は八尾市役所前の道路（府道近鉄八尾停車場線）、西は旧大阪中央環状線、南は府道大阪港八尾線の一つ北の通り、北は八尾天満宮の北側の道筋に囲まれた範囲となる。周囲は旧大字西郷、旧大字木戸、旧大字東郷、旧大字大信寺などの一部地域も含まれる。

### 東本町
もとは寺内町の東に続く商家の多い町で、現在の2丁目辺りの旧大字東郷を中心に旧大字木戸、旧大字庄之内も含まれる。3丁目は近鉄八尾駅に近く雑居ビルや商店が多い。

### 南本町

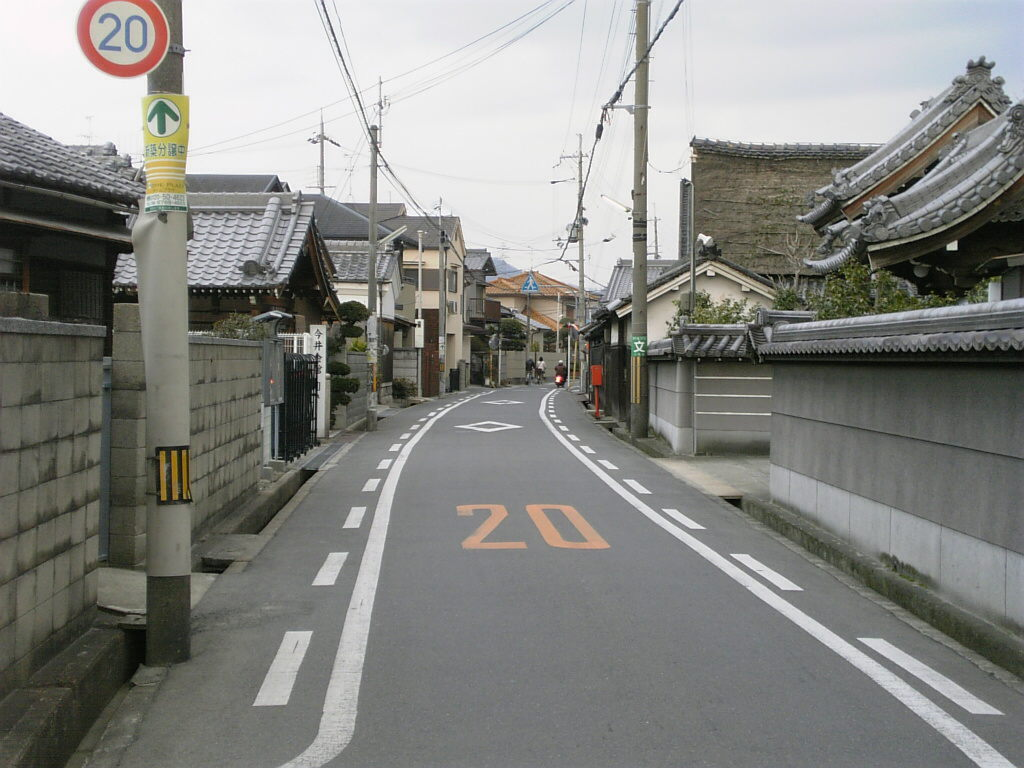
八尾街道（南本町4丁目、今井会館付近）

このあたりの府道大阪港八尾線沿いは大型店舗が多く、車の交通量も多いが、八尾市内の大阪港八尾線沿いでは開発の一番遅かった地域でもある。八尾街道沿いにはいると旧い住宅や小さな寺院が多い。狭い一方通行の道にもかかわらず交通量は多い。街道沿いにスーパーマーケットが2軒ある。
旧住所表記（大字）は北から庄之内（1丁目）、成法寺（2,3丁目）、今井（4丁目）、別宮（5,6丁目）、八尾座（8,9丁目）であり、現在も自治会名として用いられている。

### 栄町、光南町、清水町、陽光園、明美町、松山町
旧八尾町の南西部で、寺内町や八尾庄の集落から外れた地域にあたり、かつては田畑ばかりであった。この地が区画整理されて商店や住宅が建ち並ぶようになったのは八尾市制移行後である。官公庁絡みの施設が多い。
なお、陽光園2丁目、明美町2丁目、松山町2丁目の地域は旧龍華町（大字植松）の地域に該当する。
（ただし、現在の町丁境が旧町村境とは一致しない。）
主な施設、旧跡
（栄町1,2丁目）
- ジョーシンやお店（2010年にジョーシン久宝寺店と統合され閉店した）
- 八尾市消防本部栄町出張所

（光南町1,2丁目）
- NTT西日本八尾営業所
- 八尾市水道局
- 家具のやおもく （清水町1,2丁目）
- 大阪法務局八尾出張所
- 大阪府八尾保健所
- 八尾市教育センター
- 八尾市立成法中学校

（陽光園1丁目）
- 八尾郵便局

（明美町1丁目）
（松山町1丁目）
- 貴島中央病院

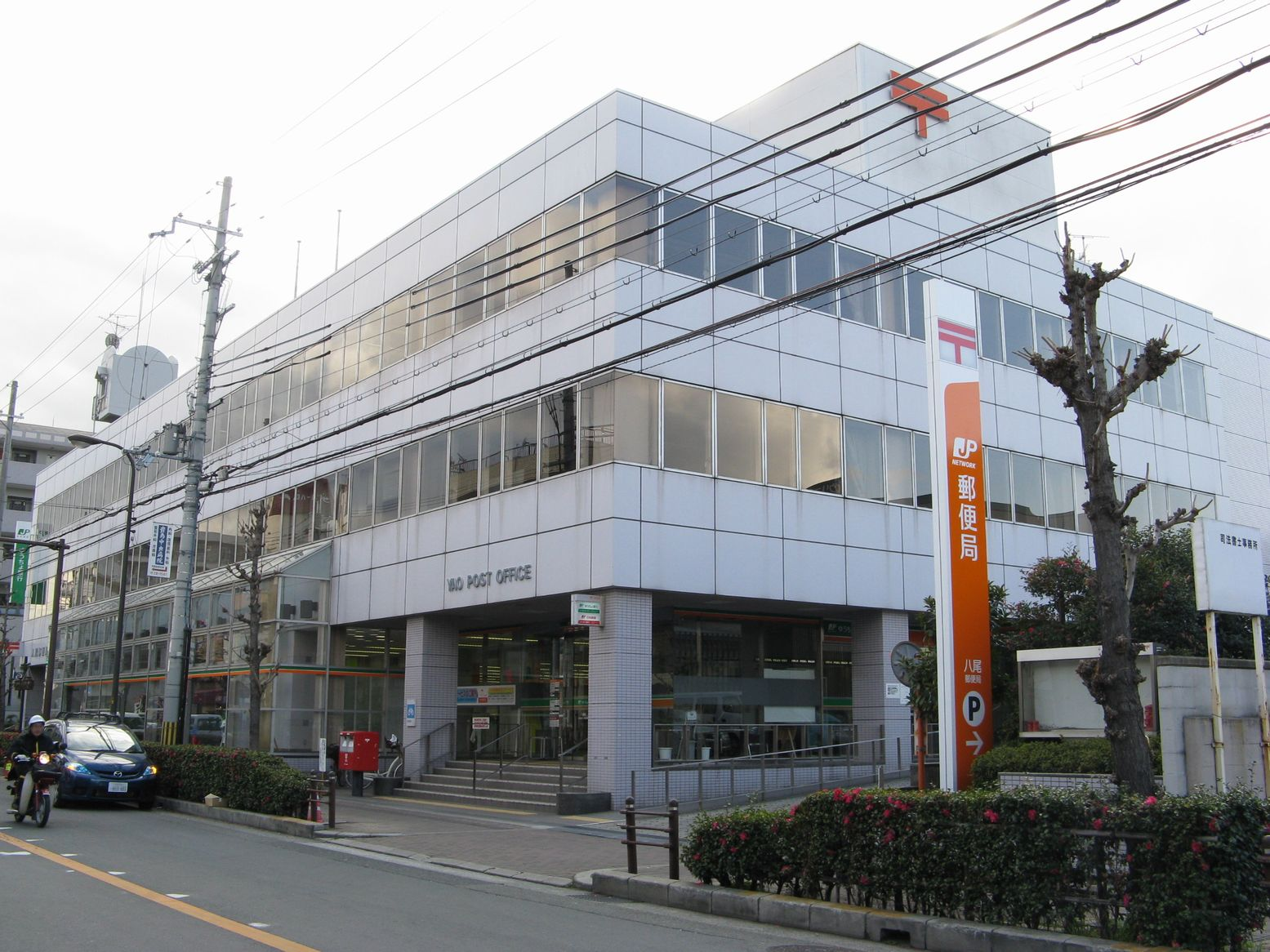
八尾郵便局（陽光園1-5-5）

### 荘内町、青山町、若草町、高美町
旧八尾町の南東部で、旧八尾庄の集落の東、楠根川の西に挟まれた地域であり、旧曙川村地域である中田、八尾木地区とも接している。地域の中央を大阪府道174号八尾道明寺線が縦断しており、地域の中心にある青山町交差点から「青山通り」とも呼ばれる。昭和40年代以降に本格的に宅地化していった地域である。
主な施設、旧跡
（荘内町1,2丁目）
- 大阪府中河内府民センター
  - 大阪府八尾土木事務所

（若草町）
- UR八尾若草団地
- 八尾徳洲会総合病院
以前は八尾市久宝寺にあったが、2009年8月1日付で当地に移転した。

（青山町1 - 5丁目）
- 八尾市総合体育館（ウィング）

（高美町1 - 7丁目）
- 八尾高美郵便局
- 八尾市立高美中学校
- 八尾市立高美小学校
- 八尾税務署
- ホームセンターリックス
- 八尾市消防本部
- 八尾市清掃庁舎
- 八尾市立高美南小学校

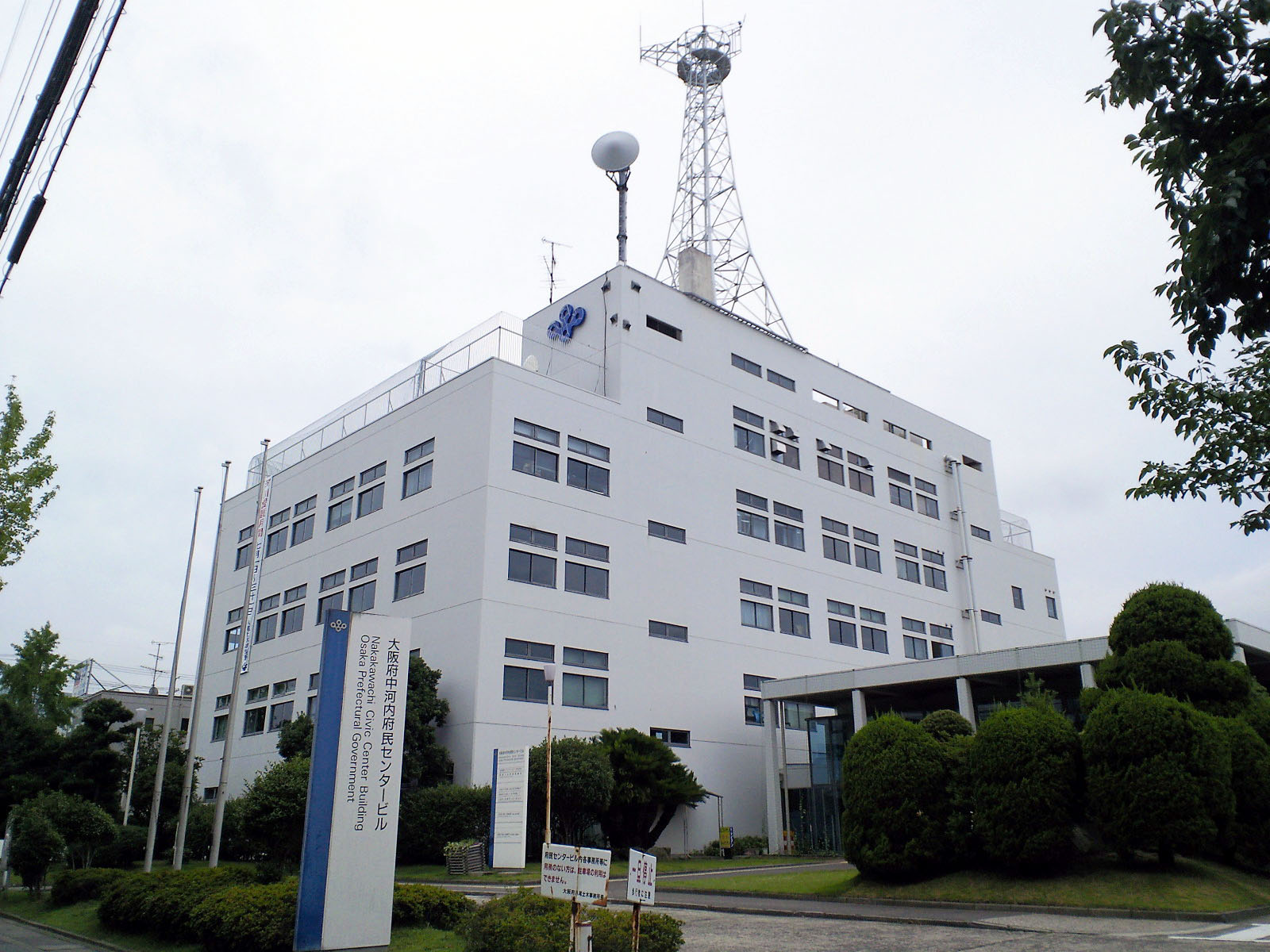
大阪府中河内府民センター（荘内町2-1-36）
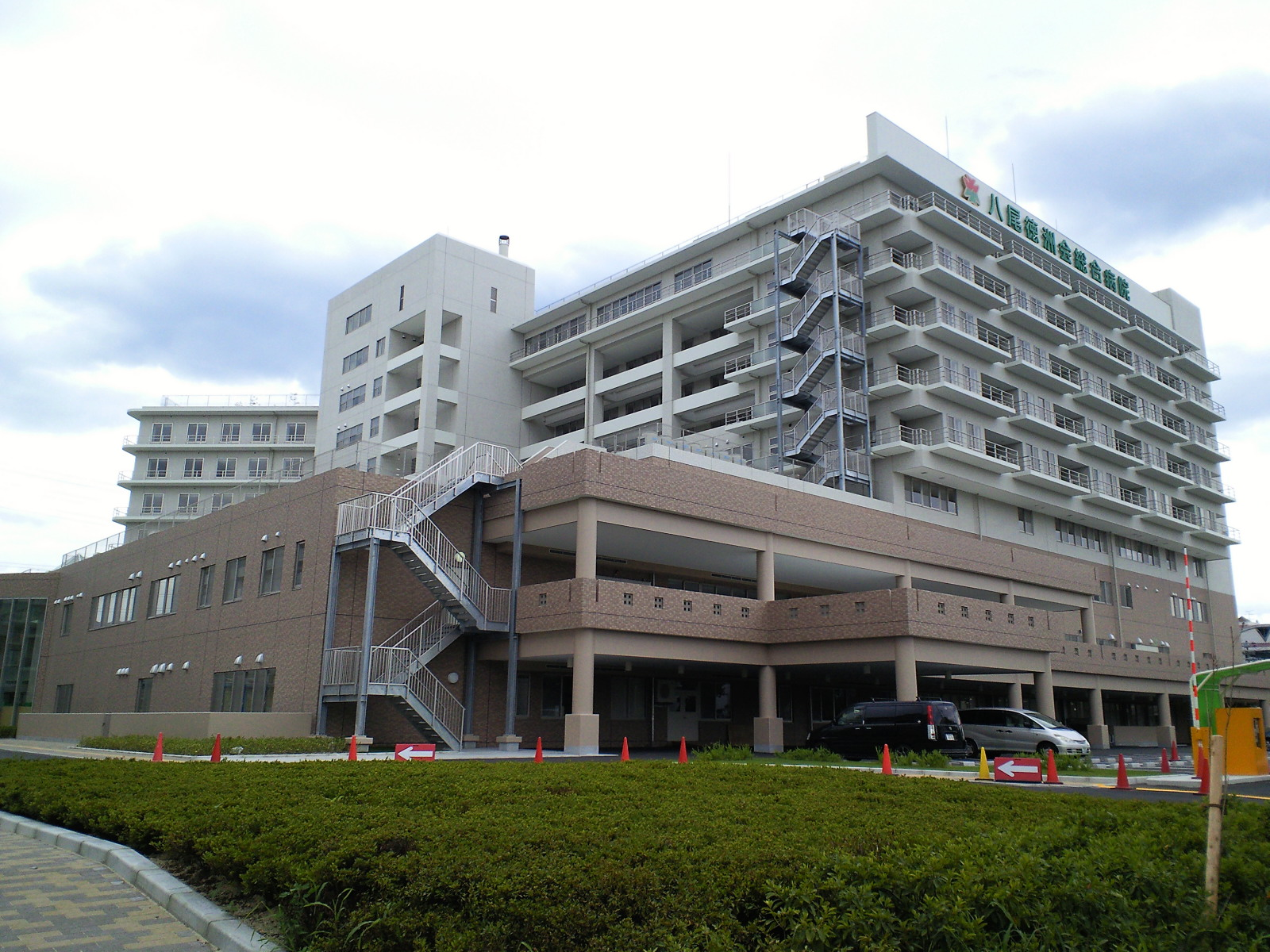
八尾徳洲会総合病院（若草町1-17）
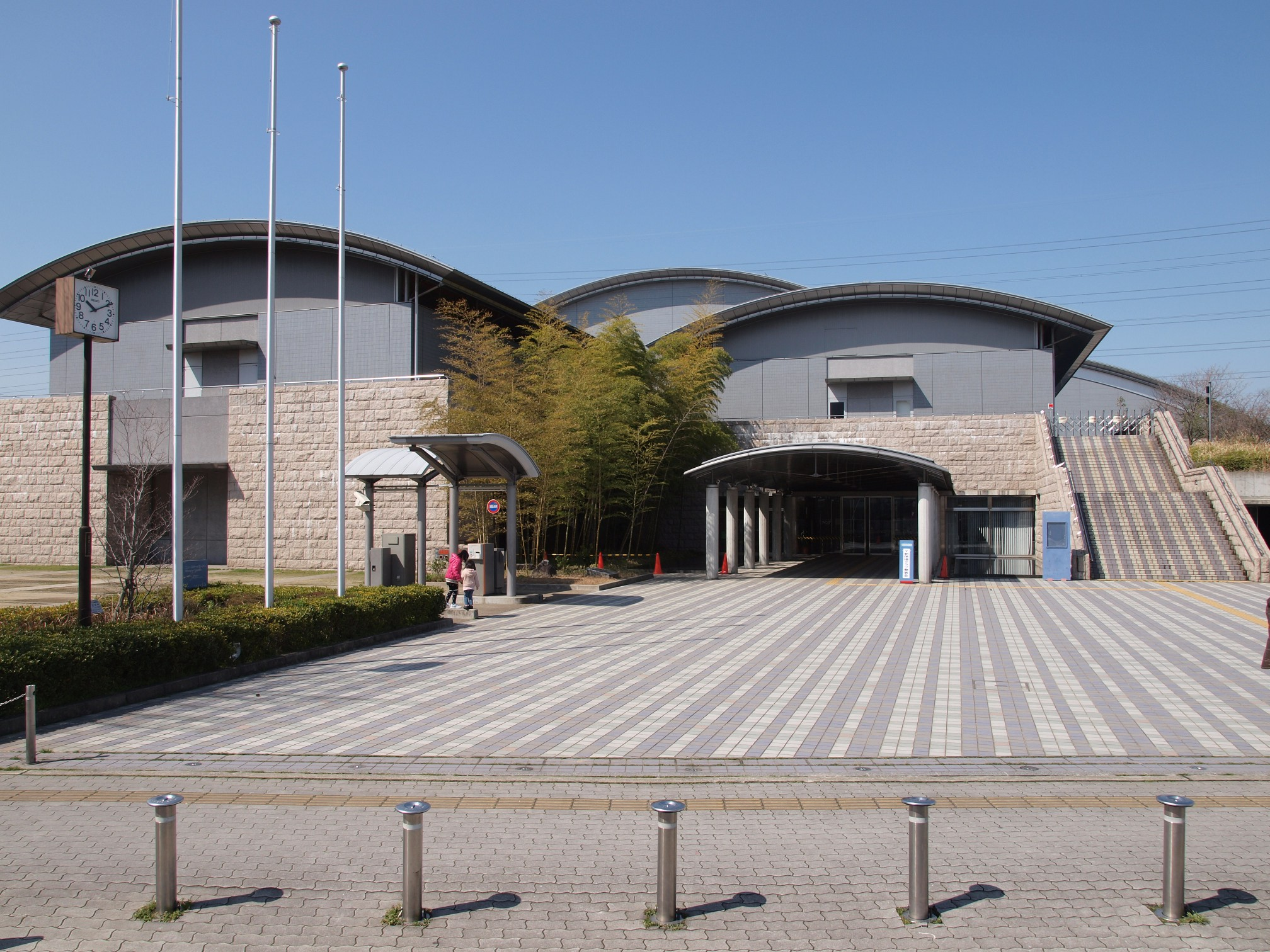
八尾市総合体育館ウィング（青山町3-5）

### 北本町、山城町

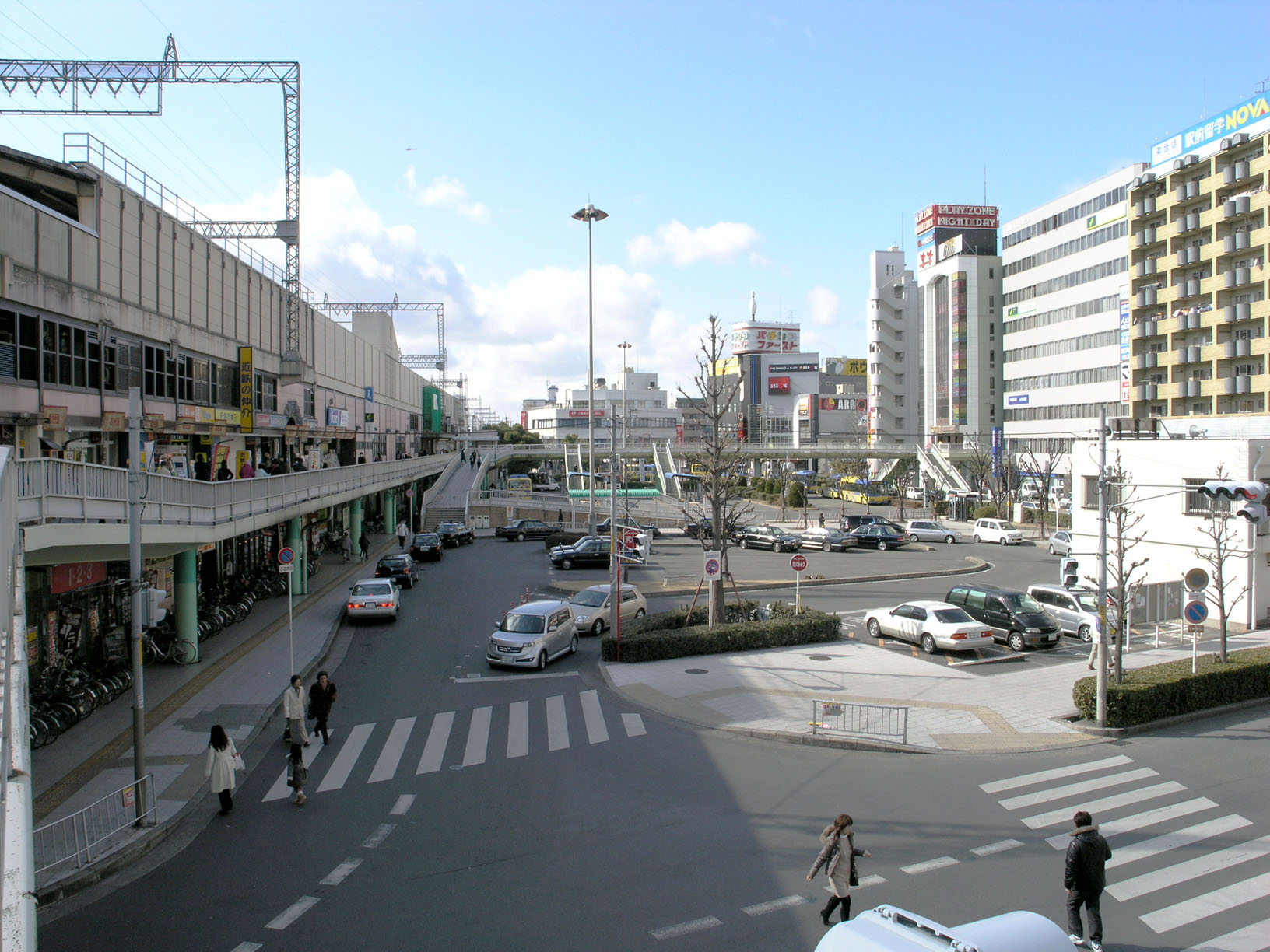
近鉄八尾駅北側ターミナル。駅自体は北本町に所在。駅前ターミナルは光町に所在。

八尾八か村の北はずれ・近鉄大阪線の北側にあたる地域。1978年の再開発で近鉄八尾駅が高架化のうえ東へ移転した。移転前の八尾駅は今の山城町1丁目にあった。
主な施設、旧跡
（北本町1 - 4丁目）
- 近鉄八尾駅
- 八尾北本町郵便局

（山城町1 - 5丁目）
- 八尾市立用和小学校

### 光町
近鉄八尾駅北側の、西武百貨店やアリオ八尾などの大型商業施設が建ち並ぶ地域。

### 萱振町

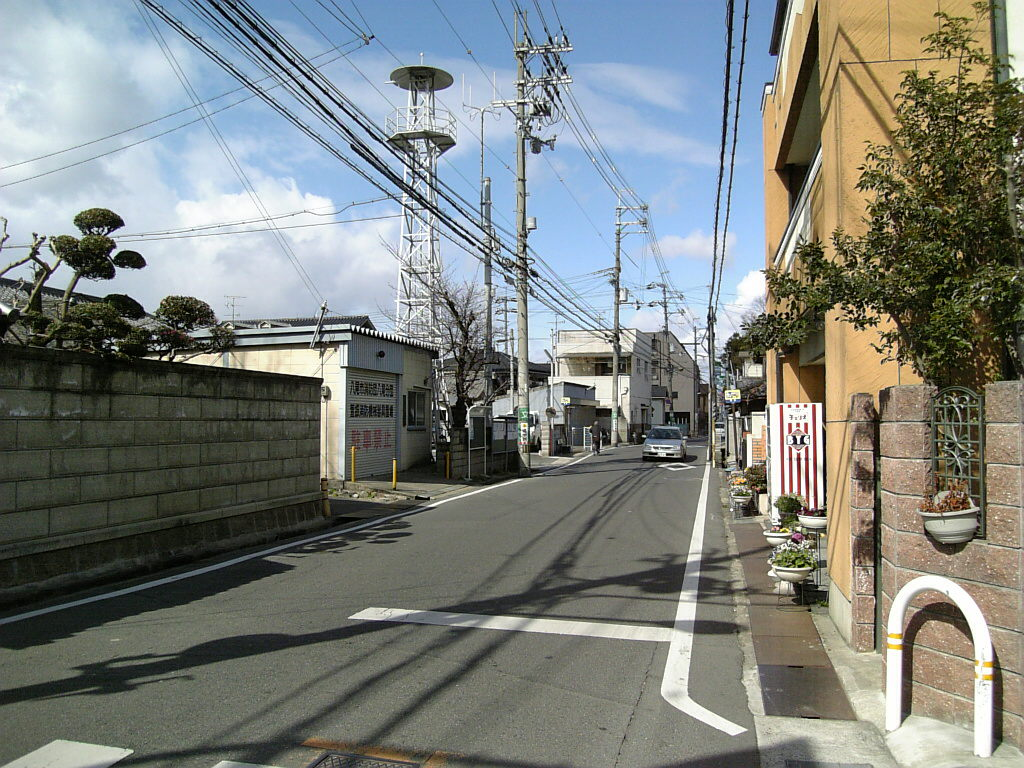
河内街道（近鉄バス萱振停留所付近）

市町村制施行前は萱振村だった。旧八尾町では北側に位置し、河内街道沿いにある旧萱振集落一帯の地域である。萱振集落は恵光寺を中心とした寺内町・環濠集落であった。

### 宮町
市町村制施行前は穴太（あのお）村だった、現在の穴太交差点を中心とした地域。
主な施設、旧跡
（宮町1 - 6丁目）
- 穴太神社
鎮座地は、安康天皇の設けた御名代部の一つ、穴穂部の地であるとされる。聖徳太子の生母である穴穂部間人皇后の生誕地であり、この地で成人されたと伝わっている。
- ホームセンタータイセー

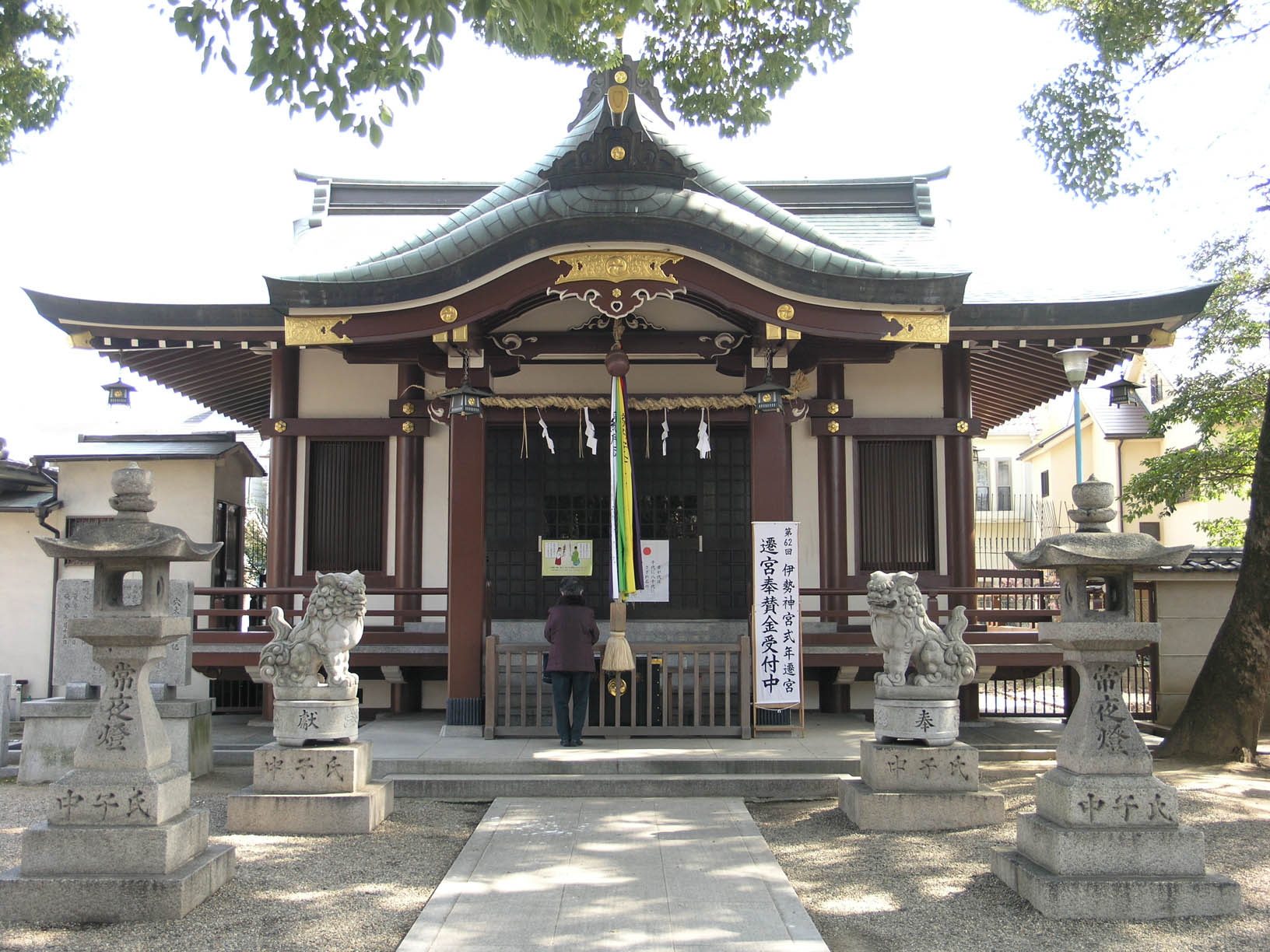
穴太神社（宮町1-10-15）

### 佐堂町、美園町、久宝園、末広町
市町村制施行前は佐堂村だった地域。現在の近鉄久宝寺口駅の北側にあたる。地域の中央を南北に大阪中央環状線が通る。
主な施設、旧跡
（佐堂町1 - 3丁目）
- 近鉄久宝寺口駅

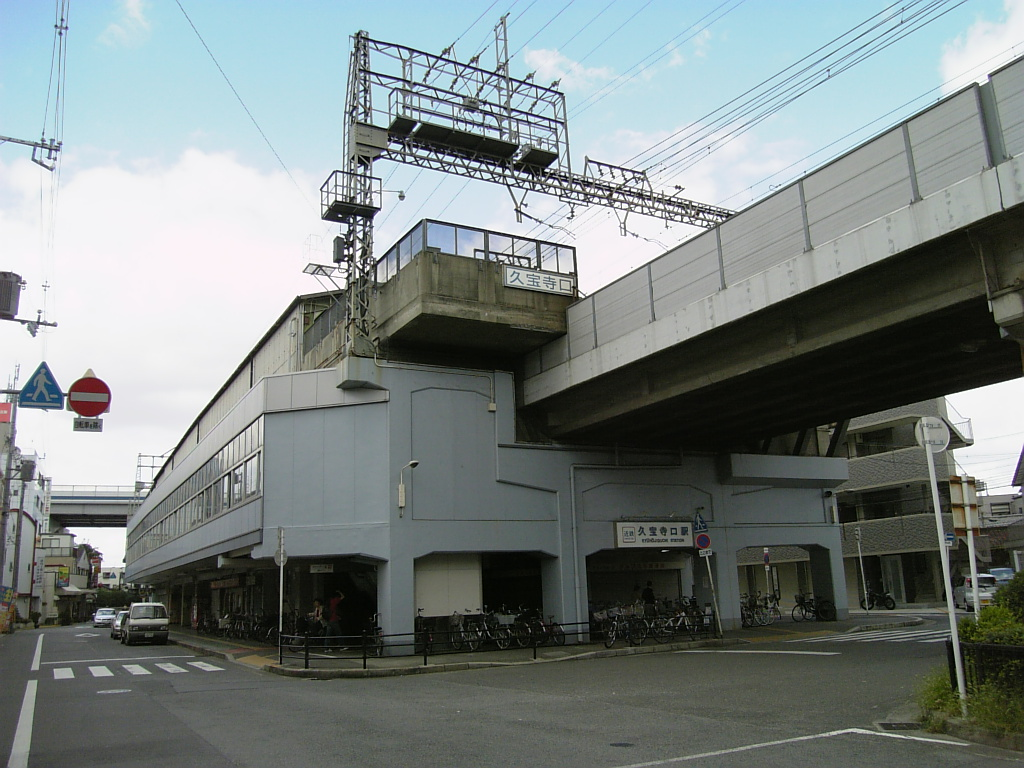
近鉄久宝寺口駅（佐堂町3-1-7）

（美園町1 - 4丁目）
- 八尾市立美園小学校

（久宝園1 - 3丁目）
（末広町1 - 5丁目）
- 八尾久宝寺郵便局

### 西山本町、堤町
市町村制施行前は八尾中野村だった地域。旧中野集落は寺内町から立石街道を東へ約1kmまっすぐ向かったところに位置する。天台宗の僧で直木賞作家の今東光がここにある天台院の住職として滞在したことから有名になった。
主な施設、旧跡
（西山本町1 - 7丁目）
- 八阪神社
- 天台院
- 八尾市消防本部山本分署
- 八尾市立西山本小学校

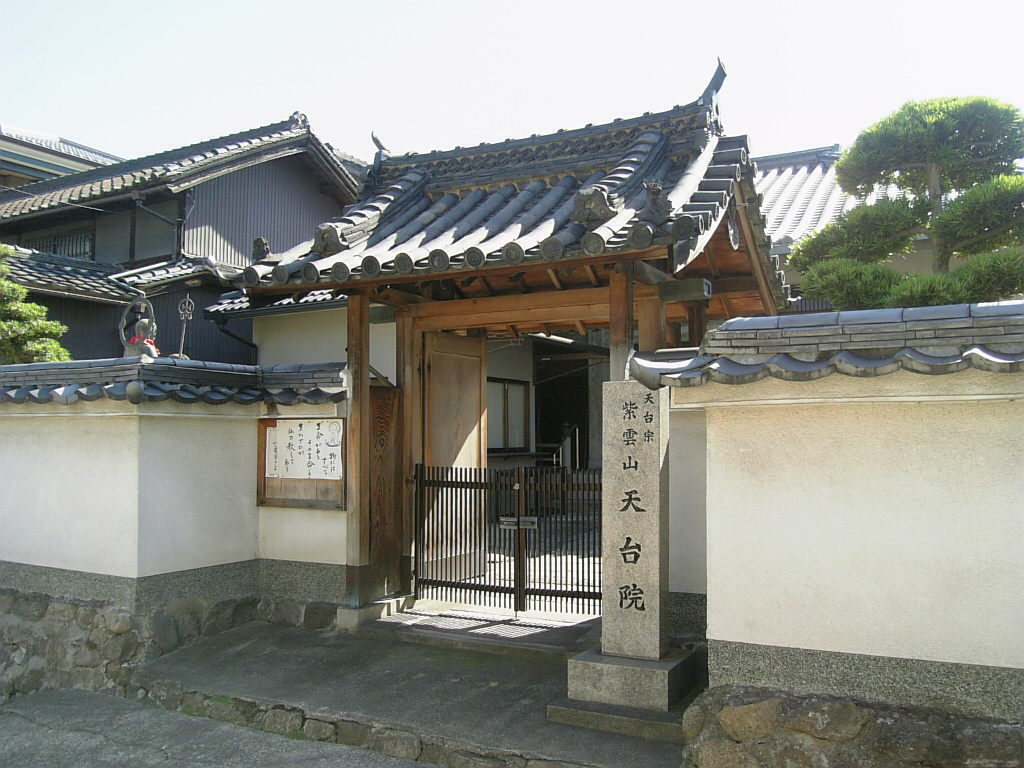
紫雲山天台院（西山本町2-5-8）
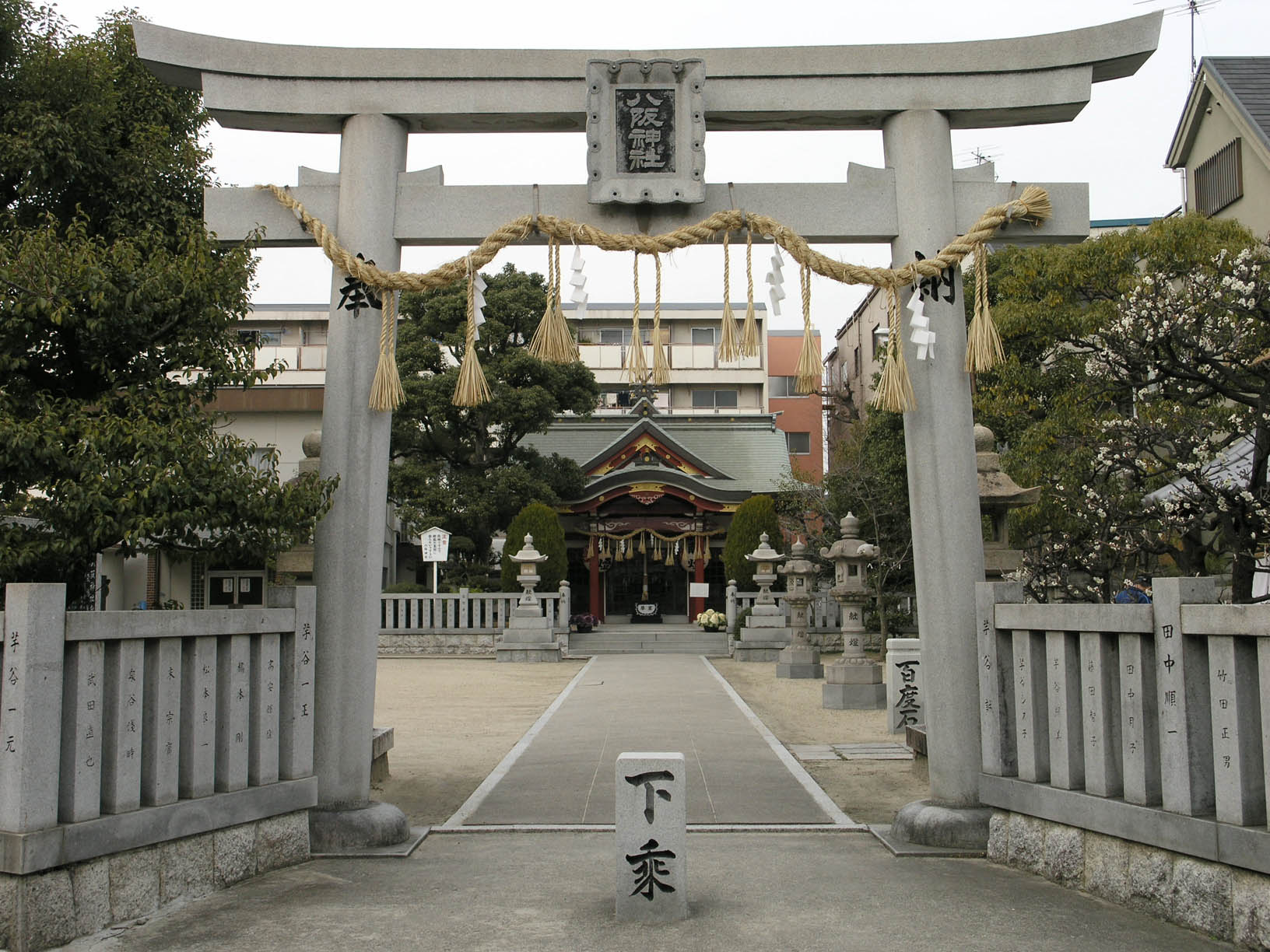
八阪神社（西山本町2-9-32）

（堤町1 - 3丁目）

### 山本町、山本町北

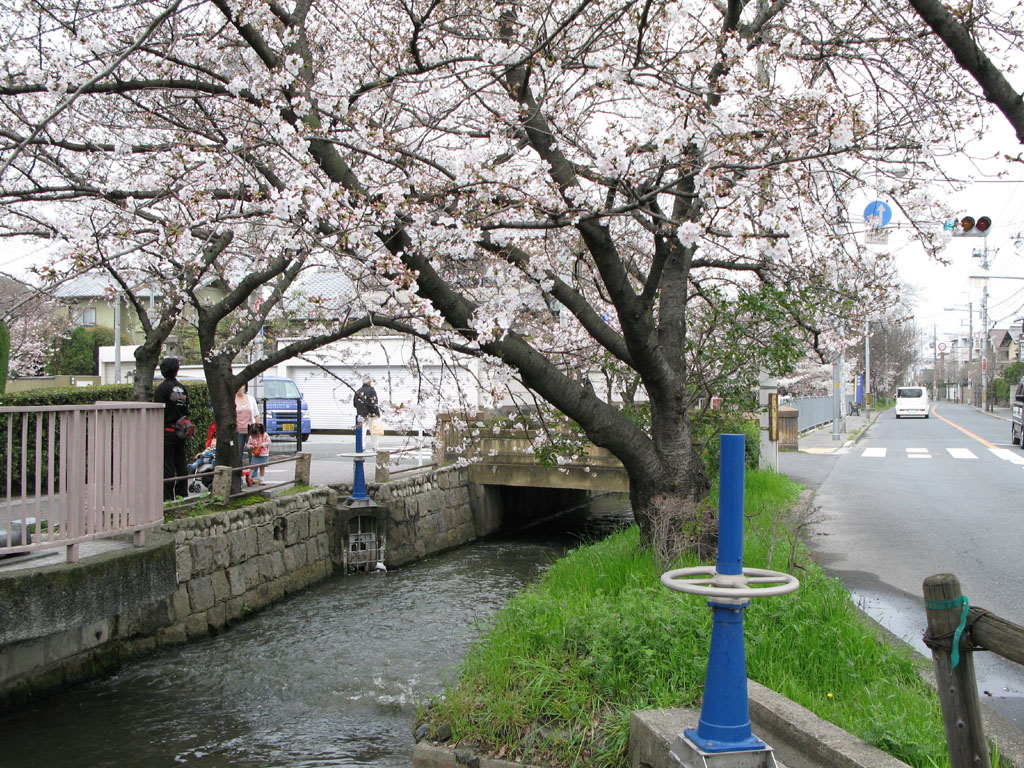
玉串川（山本町・美好橋）

市町村制施行前は山本新田の北半分だった地域。山本集落は八尾中野集落から東へ一続きとなり、さらに東は旧高安郡の万願寺集落（現在の東山本町）が続いている。町域は玉串川を挟んで南北に細長い。地域の南に近鉄河内山本駅がある。
主な施設、旧跡
（山本町1 - 5丁目）
（山本町北1 - 8丁目）

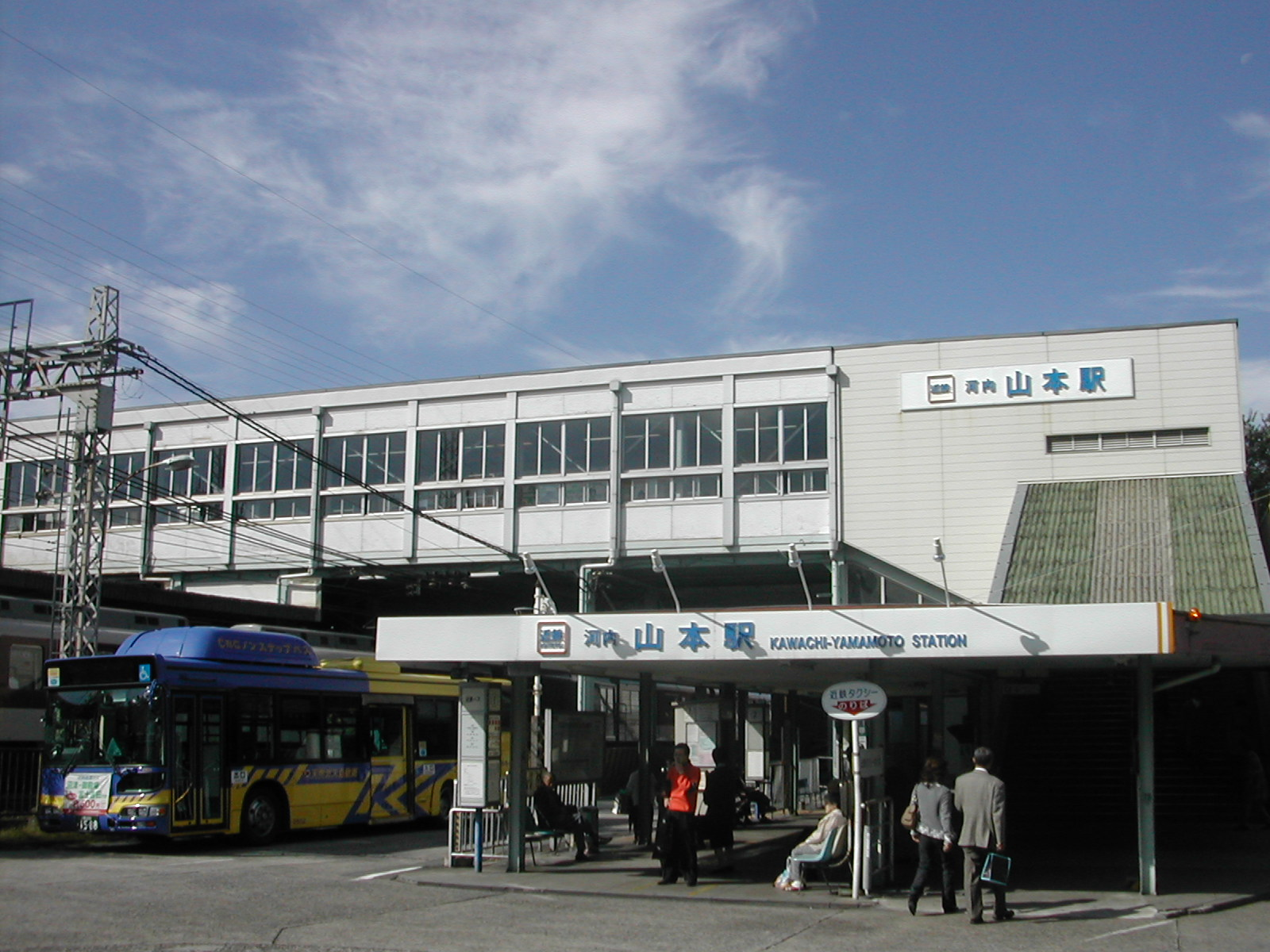
近鉄河内山本駅（山本町1-1-17）
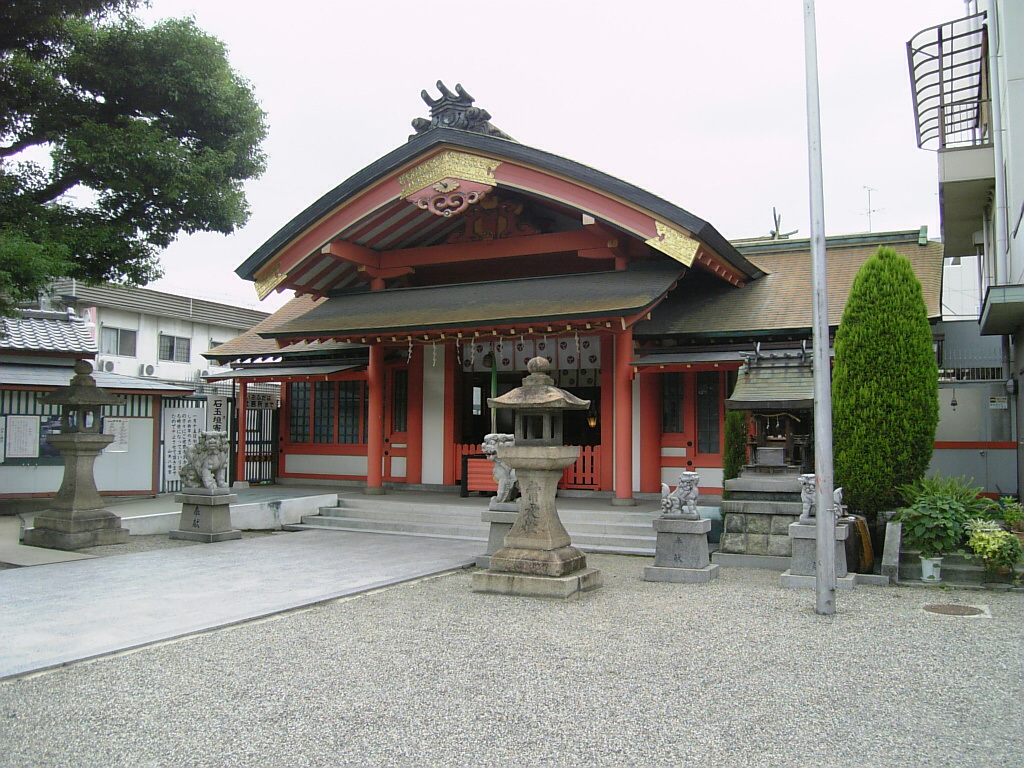
山本八幡宮（山本町1-2-16）

### 山本町南、小阪合町、南小阪合町、山本高安町
山本町南の一部と小阪合町、南小阪合町の一部の地域は市町村制施行前の小阪合村だった地域。山本町南の一部と山本高安町は山本新田の南半分だった地域。
主な施設、旧跡
（山本町南1丁目の東側、3,4,5丁目、6丁目の東側、7丁目の東側）
（山本町南1丁目の西側、2丁目、6丁目の西側、7丁目の西側、8丁目）
- 八尾市立曙川中学校
- 八尾市立南山本小学校
- 桃林堂 陌草園

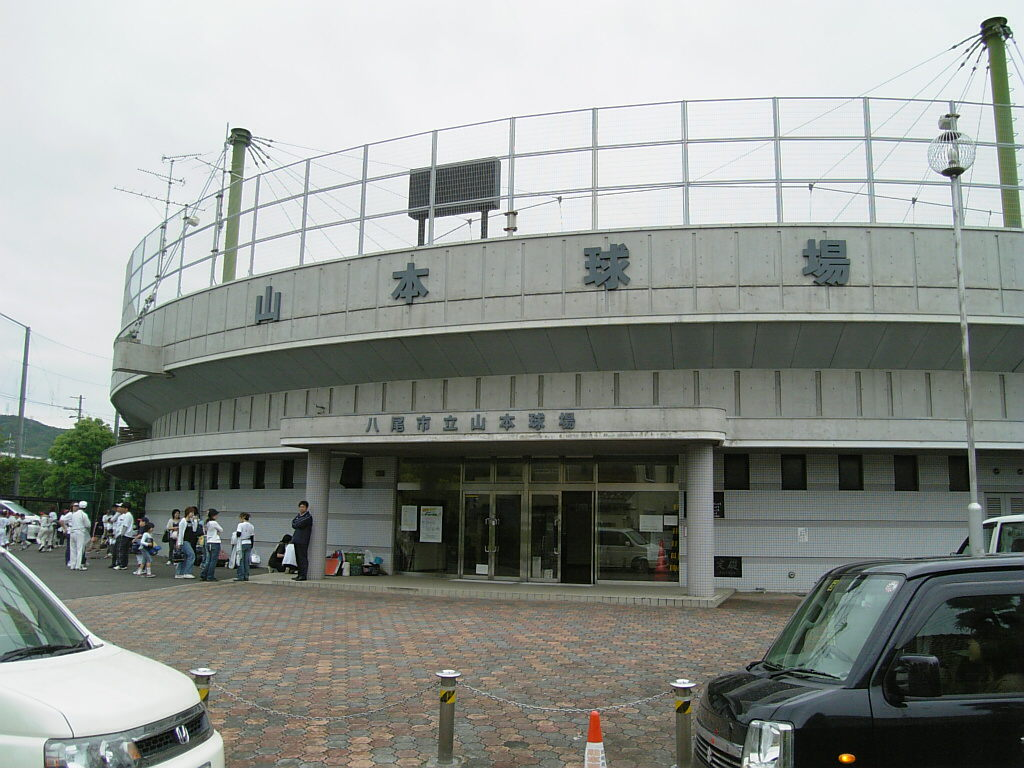
山本球場（山本町南7-9）
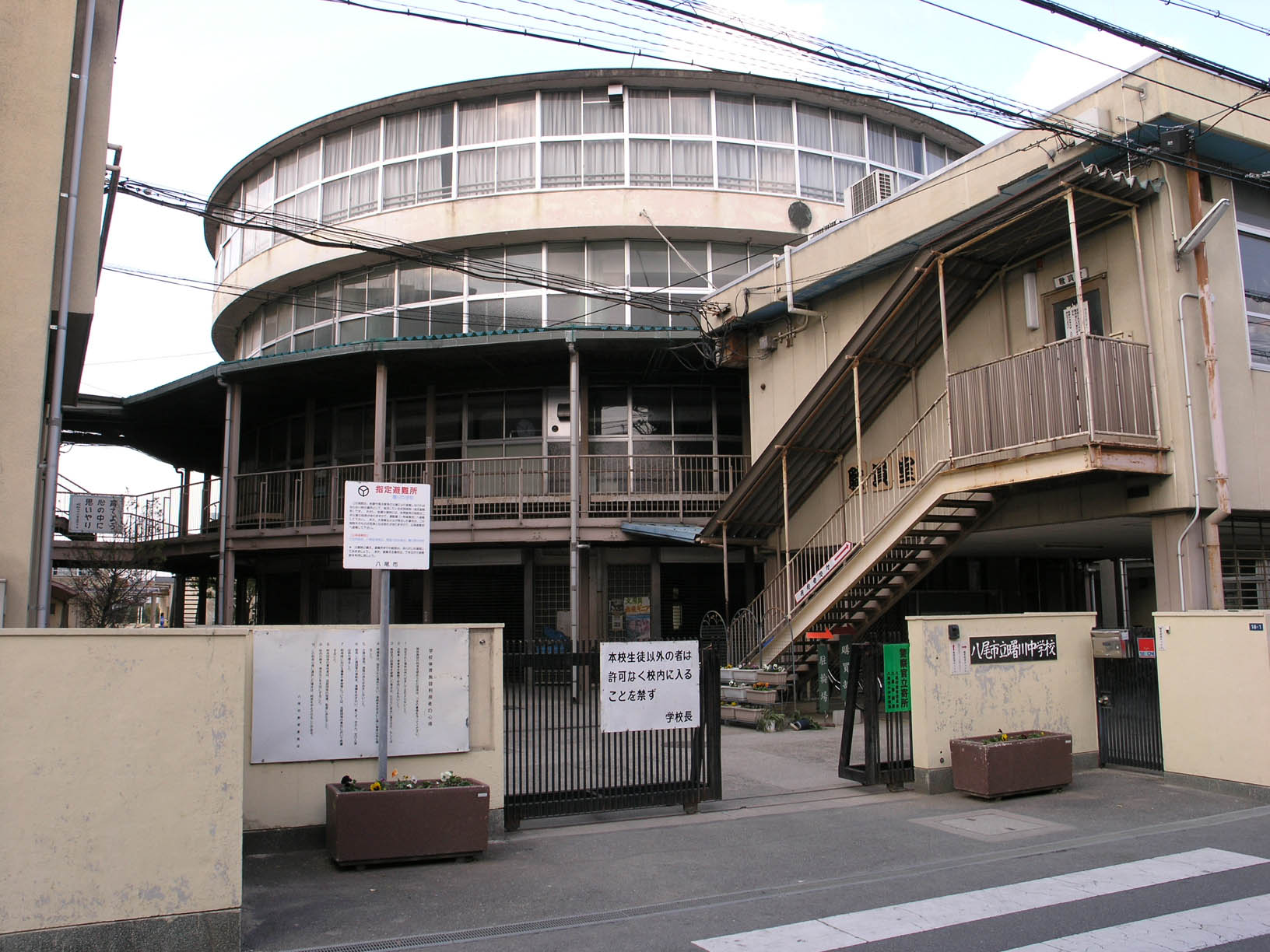
曙川中学校（山本町南8-18-1）

（小阪合町1 - 4丁目）

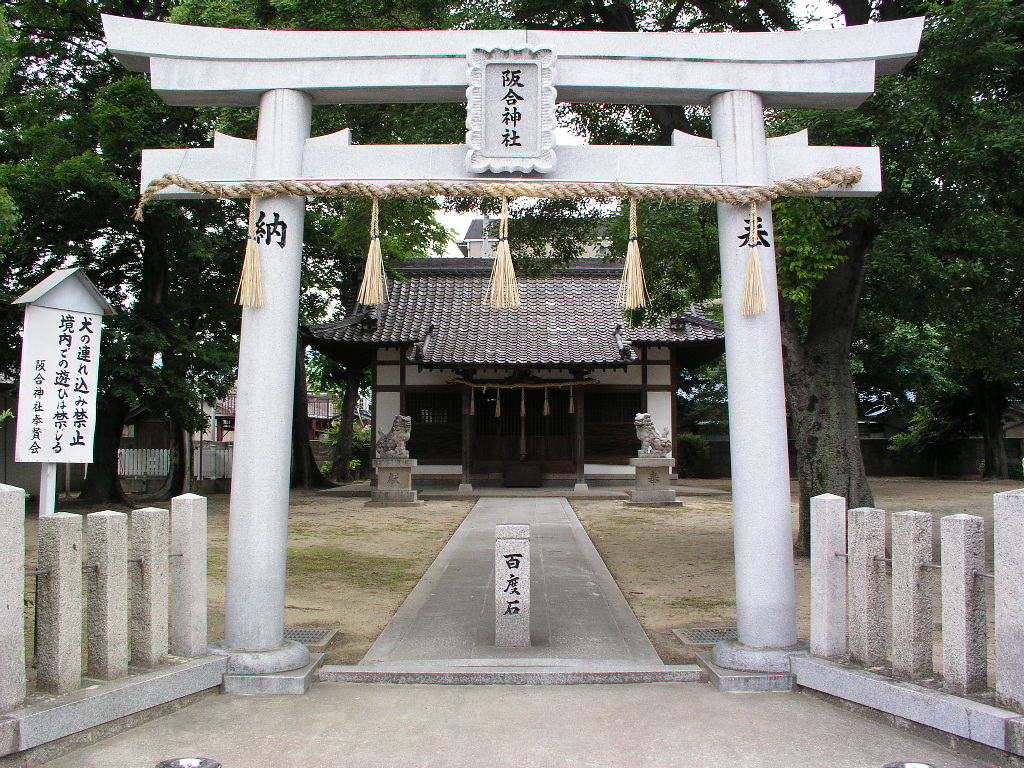
阪合神社
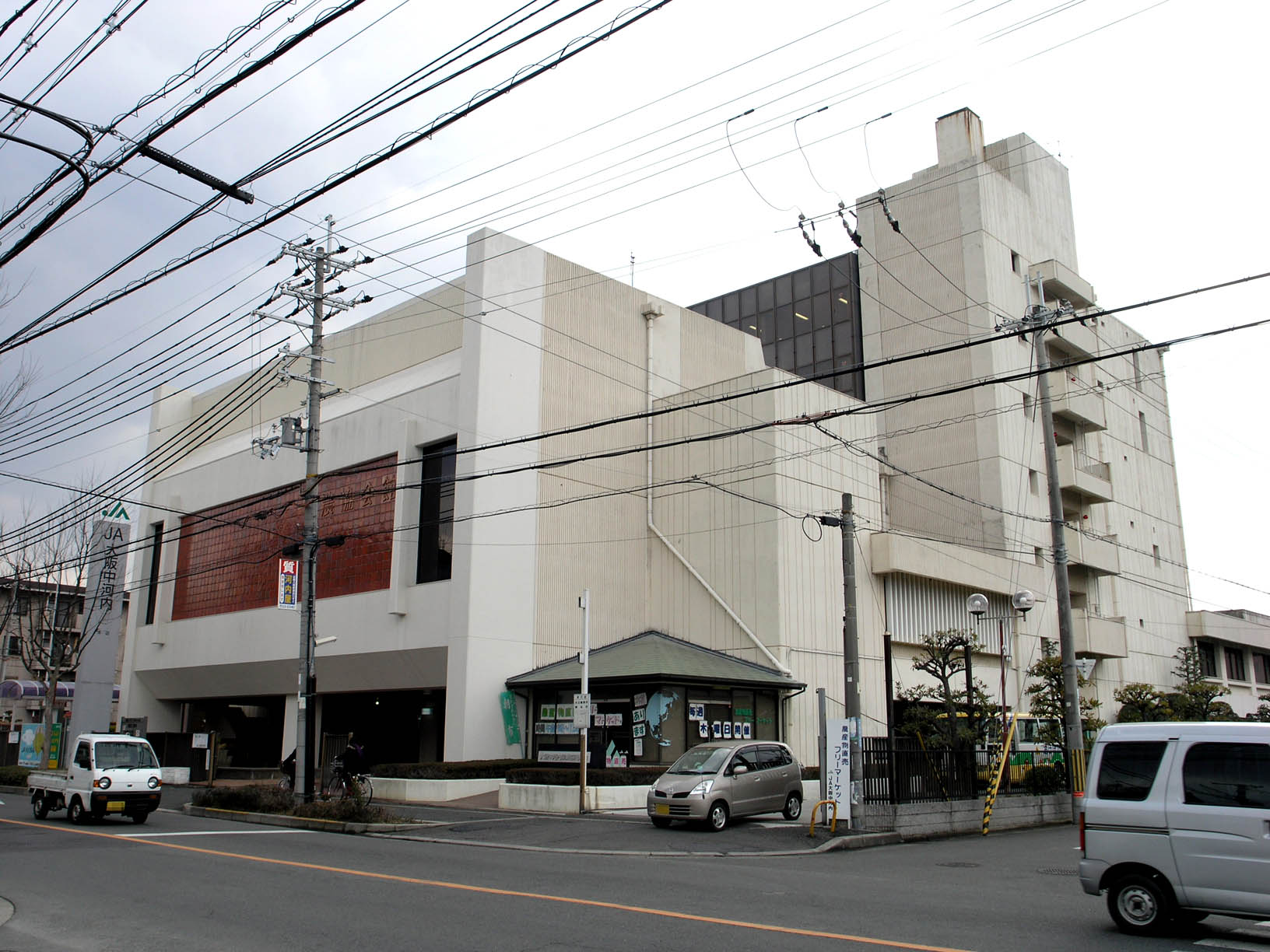
農協会館（南小阪合町2-2-2）
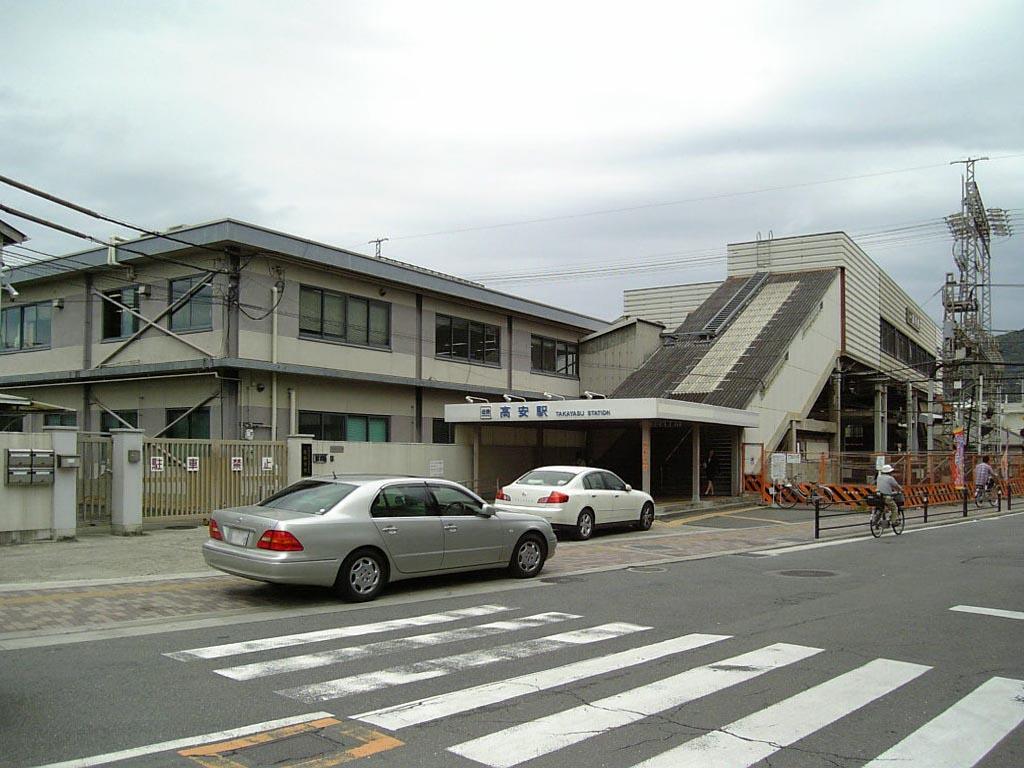
近鉄高安駅・高安検車区・高安検修センター（山本高安町1-1-46）

（南小阪合町1 - 5丁目）
- 農協会館（JA大阪中河内本店）

（山本高安町1,2丁目）
- 阪合神社
- 農協会館（南小阪合町2-2-2）
- 近鉄高安駅・高安検車区・高安検修センター（山本高安町1-1-46）